# Dositeo (predicatore)
Dositeo conosciuto anche con i nomi di Dusis, Dousis o Dosthai. (Palestina, ... – I secolo) è stato un predicatore palestinese, contemporaneo di Gesù, considerato un eretico da alcuni autori cristiani, mentre per altri la sua dottrina giudaizzante che presenta affinità con lo gnosticismo lo fa configurare come precristiano.

## Biografia
La sua vita è avvolta nelle nebbie della leggenda.
Secondo Clemente Alessandrino, era originario della Samaria, fu seguace di San Giovanni Battista e maestro di Simon Mago.
Per Origene Adamantio era semplicemente uno dei tanti falsi profeti che percorrevano la Palestina ai tempi di Gesù: "Tra i samaritani ... sorse un certo Dositeo che asseriva d'essere il Messia annunziato dalle profezie: da lui sono derivati e durano tuttora i Dositeni, che portano in giro anche libri di Dositeo e narrano di lui certe favole, secondo cui non avrebbe gustato la morte, ma sarebbe tuttora in vita"; e altrove: "Dopo l'età di Gesù un certo Dositeo, Samaritano, volle persuadere i Samaritani che egli era il Cristo profetizzato da Mosè, e parve imporsi ad alcuni con il suo insegnamento" (Commento al Vangelo di Giovanni, XIII, 162; Contro Celso, I, 57; I Principi, IV, 2).
Altri autori affermarono che Dositeo fosse originario dell'Arabia e che miscelò le dottrine giudaizzanti presenti in Samaria con le dottrine esoteriche ed astrologiche di matrice zoroastriana ivi presenti.
Un'altra leggenda lo indica come fondatore della setta dei Sadducei ed un'altra come appartenente al gruppo dei trenta discepoli. In ogni caso tutti i primi eresiologi concordano nel dipingerlo come ostile agli insegnamenti del Cristo.
Molte comunità di struttura essenica, fondate cioè su comunione, frugalità, testi segreti e trasmissione diretta della gnosi da maestro a discepolo, sopravvissute fino al VI secolo ed oltre, facevano risalire la loro fondazione direttamente a Dositeo, che si era autoproclamato profeta ed in quanto tale rivendicava il ruolo di tramite tra l'umanità e la divinità.
A Dositeo viene attribuito lo scritto gnostico Le Tre Stele di Seth, di dubbia paternità.

## Dottrina
Della sua dottrina abbiamo solo poche testimonianze indirette. Il suo sistema aveva una base lunare, fondata sul numero trenta. Egli era al centro di trenta discepoli, ventinove uomini ed una donna di nome Elena (in greco Selene, il nome della luna), e rappresentava la divinità che trasmetteva la gnosi attraverso la sua compagna, l'unico discepolo donna. Da notare la coincidenza del nome con quello della compagna di Simon Mago, Elena la prostituta di Tiro, che lascia supporre una continuità dottrinale tra i due maestri gnostici. Da queste poche righe si può anche riscontrare l'affinità con il pensiero barbelognostico e quello valentiniano dei trenta eoni, in cui Elena, come Sophia fa da tramite tra la sfera divina e quella del mondo materiale.
Commenta Moraldi: "Da notare che Origene riferisce un'interpretazione molto rigida del sabato risalente a Dositeo; interpretazione che si può affiancare a quella degli esseni".